# Gobernador general

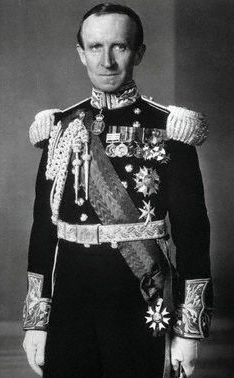
John Buchard, gobernador general de Canadá

El título de gobernador general se utiliza en varios países para señalar a un representante de un jefe de Estado, con atribuciones que difieren de acuerdo con el estado.

## En Estados miembros de laMancomunidad de Naciones
Los catorce países de la Mancomunidad que tienen actualmente un gobernador general son:
- Antigua y Barbuda: Rodney Williams (desde el 14 de agosto de 2014)
- Australia (Véase gobernador general de Australia): Samantha Mostyn (desde el 1 de julio de 2024)
- Bahamas: Cynthia A. Pratt (desde el 1 de septiembre de 2023)
- Belice: Froyla Tzalam (desde el 27 de mayo de 2021)
- Canadá (Véase gobernador general de Canadá): Mary Simon (desde el 26 de julio de 2021)
- Granada: Cécile La Grenade (desde el 7 de mayo de 2013)
- Jamaica: Patrick Allen (desde el 26 de febrero de 2009)
- Nueva Zelanda (Véase gobernador general de Nueva Zelanda): Cindy Kiro (desde el 21 de octubre de 2021)
- Papúa Nueva Guinea: Bob Dadae (desde el 28 de febrero de 2017)
- San Cristóbal y Nieves: Marcella Liburd (desde el 1 de febrero de 2023)
- Santa Lucía: Errol Charles (interino, desde el 11 de noviembre de 2021)
- San Vicente y las Granadinas: Susan Dougan (desde el 1 de agosto de 2019)
- Islas Salomón: David Tiva Kapu (desde el 7 de julio de 2024)
- Tuvalu: Tofiga Vaevalu Falani (desde el 29 de septiembre de 2021)
- Reino Unido: No existe este cargo, pero las funciones de gobernador general recaen en:
  - Ministro principal (Irlanda del Norte, Escocia y Gales)
  - Territorio británico de ultramar recae en cada región en el correspondiente gobernador.
  - En cada región que pertenece a Reino Unido, en caso de no tener autonomía con ministro principal o gobernador, según el caso, estas funciones recaerán en el primer ministro del Reino Unido.

Otros países que son o fueron de la Mancomunidad y que actualmente son repúblicas tuvieron la figura de gobernador general:
- Irlanda, hasta 1949.
- India, hasta 1950 (Véase gobernador general de la India).
- Pakistán, hasta 1956 (Véase gobernador general de la India).
- Ghana, hasta 1960.
- Sudáfrica, hasta 1961.
- Tanzania, hasta 1962.
- Nigeria, hasta 1963.
- Kenia, hasta 1964.
- Malaui, hasta 1966.
- Gambia, hasta 1970.
- Guyana, hasta 1970.
- Rodesia (Zimbabue), hasta 1970.
- Sierra Leona, hasta 1971.
- Sri Lanka, hasta 1972.
- Malta, hasta 1974.
- Trinidad y Tobago, hasta 1978.
- Fiyi, hasta 1987.
- Mauricio, hasta 1992.
- Barbados, hasta 2021.

## En otros países
El término se usó para referirse al jefe de Gobierno de Corea durante la ocupación japonesa.
En la zona de Jammu y Cachemira, en litigio entre India y Pakistán, existe el cargo de gobernador general de Jammu y Cachemira.
- Datos: Q382844
- Multimedia: Governors-General / Q382844